# Potamogeton natans
Potamogeton natans é uma espécie de planta com flor pertencente à família Potamogetonaceae. 
A autoridade científica da espécie é L., tendo sido publicada em Species Plantarum 1: 126. 1753.
Os seus nomes comuns são celga-aquática, colher, colher-de-folha-larga, espiga-da-água-de-folha-larga ou mato-de-colher.

## Portugal
Trata-se de uma espécie presente no território português, nomeadamente em Portugal Continental.
Em termos de naturalidade é nativa da região atrás indicada.

## Protecção
Não se encontra protegida por legislação portuguesa ou da Comunidade Europeia.